# Bassum
Bassum (dolnoniem. Bassen) – miasto w Niemczech, w kraju związkowym Dolna Saksonia, w powiecie Diepholz.